# Maurice Couturier
Maurice Couturier, né le 10 juillet 1939 à Breuil-Barret (Vendée), est un écrivain français et un traducteur de romans, spécialiste de Vladimir Nabokov et de théorie littéraire.

## Biographie
Maurice Couturier a pris la précaution de rédiger ses mémoires à la fois en anglais dans Down the Line with a Smile, Shadowing Nabokov (2022) et en français dans A la rencontre de Nabokov, Mémoires (2024). Il est le quatrième enfant d'un couple d'agriculteurs, dans un milieu très catholique mais peu cultivé, bien que sa mère soit une grande lectrice de romans populaires. Souhaitant devenir instituteur, il fait ses études secondaires dans l'école normale catholique de Vendée, Notre-Dame-de-la-Tourtelière, et commence à enseigner dans un collège privé dès l'obtention du baccalauréat tout en commençant par correspondance des études supérieures.
Pendant son service militaire, il sert en Algérie ; il est intégré dans une unité de forces de l'ordre après les accords d'Évian, expérience en partie racontée dans son roman Ziama, et cela tout en poursuivant par correspondance une licence d'anglais. Après un séjour d'un an en Angleterre comme assistant dans une Grammar School, il termine sa licence à l'université catholique d'Angers où il rencontre celle qui va devenir sa femme, Yvonne Guillotin. Ils se marient en 1965 et ont deux filles, Anne et Françoise.
Il commence sa carrière universitaire comme assistant d'anglais à l'université catholique d'Angers jusqu'en 1970, période interrompue par un séjour d'un an aux États-Unis où il enseigne la rhétorique et la composition en anglais, à Loras College, dans l'Iowa. En 1970, il est nommé Assistant Professor à l'université Notre-Dame-du-Lac (Indiana), pour une durée de deux ans. C'est pendant ce séjour qu'il rédige sa thèse de 3e cycle sur Zona Gale, la soutenant à Paris IV à son retour, et qu'il commence sa recherche sur les romans de Nabokov sous la direction d'André Le Vot (Paris III). Il passe l'agrégation d'anglais en 1973, fait son stage à Grenoble avant d'être nommé assistant à Paris IV. Il soutient sa thèse de doctorat és-lettres à la Sorbonne en 1976 avec, dans son jury Roland Barthes. Nommé maître de conférences à l'université de Nice en 1978 — où il va terminer sa carrière —, il fait de nombreux allers et retours entre Nice et la Californie, où il enseigne à l'université d'État de San Diego et à Claremont College et donne de nombreuses conférences.
Il prend sa retraite en 1999.

## Critique littéraire
En tant que critique littéraire Maurice Couturier a exploré deux champs particuliers. Il a d'une part publié plusieurs ouvrages sur l’œuvre de Nabokov à partir de 1979 dont notamment Nabokov ou la tyrannie de l'auteur en 1993 dans la Collection Poétique au Seuil, puis Nabokov ou la cruauté du désir, lecture psychanalytique en 2004 chez Champ Vallon et Nabokov ou la tentation française chez Gallimard 1992. il a également dirigé les 3 volumes de la Pléiade Nabokov, et traduit plusieurs œuvres, dont Lolita paru chez Gallimard en 2001. Son approche personnelle a consisté à analyser les caractéristiques poétiques de ses œuvres, en accordant une place importante à l'érotique nabokovienne. Son travail d'annotateur dans la Pléiade a porté surtout sur deux romans majeurs, Lolita et Feu pâle. Les trois colloques internationaux qu'il a organisés sur cet auteur à Nice ont accueilli les meilleurs spécialistes.
Influencé par le structuralisme, il se pencha très tôt sur la problématique de l'auteur, sans mobiliser la psychanalyse au début, ce que sut lui reprocher gentiment Roland Barthes lors de sa soutenance de thèse. Il finit par développer une théorie originale sur le sujet et l'exposa notamment dans La Figure de l'auteur  avec l'assentiment de Gérard Genette, éditeur de la Collection Poétique. Contrairement à Foucault et au Barthes de 1969, Couturier ne croit pas à la mort de l'auteur. Il montre comment se tisse le sens dans un dialogue entre le lecteur et la figure de l'auteur qui se profile à travers l'œuvre, sans que cela ne nécessite le recours à la biographie. Cette approche a reçu un certain écho.

## Romancier
Dans son premier roman, La Polka piquée paru en 1982, Maurice Couturier a publié un des premiers symposium novels, à savoir un roman tournant autour d'un colloque, le premier colloque d'études américaines derrière le Rideau de Fer en la circonstance, contrairement au campus novel qui lui est cantonné à la vie sur un campus universitaire. David Lodge, dont il a traduit plusieurs romans, a rendu le symposium novel célèbre avec Changement de décor et Un tout petit monde quelques années plus tard.
Son deuxième roman, Ziama, présente une version romancée de son service militaire en Algérie et de se séquelles en France. Chronique de l'oubli n'est pas un roman mais le récit de ses quatorze premières années dans une Vendée catholique et un peu réactionnaire. Le roman suivant, Vers là d'où je viens, est, lui, une réécriture fictionnelle de son enfance. Dans Le Rapt de Lolita, œuvre un peu iconoclaste, le narrateur accuse le grand Nabokov d'avoir volé le manuscrit de quelqu'un connu de lui.

## Œuvres

### Auteur
- Nabokov (premier ouvrage français sur cet auteur), Lausanne, L'Âge d'Homme, 1979
- La Polka piquée (roman), Lausanne, L'Âge d'Homme, 1982
- Barthelme (écrit en anglais avec Régis Durand). Londres et New York, 1982 ; réédité chez Routledge en 2020
- Gutenberg, Sterne and Nabokov, Los Angeles, Center for Humanistic Studies, 1989
- Textual Communication: A Print-Based Theory of the Novel.  Londres et New York, Routledge, 1990 ; réédité chez Routledge en 2021
- Nabokov ou la tyrannie de l'auteur.  Paris, Seuil, coll. « Poétique », 1993
- La Figure de l’auteur,  Paris, Seuil, coll. « Poétique », 1994
- Lolita de Nabokov,  Paris, Didier, 1995
- Roman et censure ou la mauvaise foi d’Eros, Seyssel, Champ Vallon, 1996
- Nabokov ou la cruauté du désir, lecture psychanalytique, Seyssel, Champ Vallon, 2004
- Chronique de l’oubli (enfance paysanne). Paris, Orizons, 2008
- Ziama (roman), Paris, Orizons, 2009
- Nabokov ou la tentation française, Paris, Gallimard, 2012
- Nabokov’s Eros and the Poetics of Desire, London and New York, Palgrave-Macmillan, 2013
- Vers là d’où je viens (roman), Paris, Orizons, 2016
- The Figure of the Author, Saarbruck, Éditions universitaires européennes, 2017
- Novel and Censorship or Eros' Bad Faith, Saarbruck, Éditions universitaires européennes, 2017
- Le Rapt de Lolita, roman, Paris, Orizons, 2018
- Les Ruses d'Eros, chronique du roman moderne, Paris, Orizons, 2020
- Down the Line with a Smile Shadowing Nabokov, (autobiographie en anglais), Paris, Orizons, 2022
- A la Rencontre de Nabokov, Mémoires, Paris, Orizons, 2024

### Éditeur
- Representation and Performance in Postmodern Fiction (actes du colloque de Nice), Montpellier, Delta, 1983
- Écriture : expression, communication et création, Nice, C.R.D.P., 1985
- Lolita, figure mythique, Paris, Autrement, 1998
- Œuvres romanesques complètes de V. Nabokov, Paris, Gallimard, bibliothèque de la Pléiade
  - Vol I, 1999
  - Vol II, 2010
  - Vol III, 2021

### Traducteur
- L'Exploit (traduction de Glory de Nabokov), Paris, Julliard, 1981
- Réflexe et ossature (traduction de Reflex and Bone Structure de Clarence Major, en collaboration avec Yvonne Couturier), Lausanne, L'Âge d'Homme, 1982
- Mademoiselle O (traduction de Nabokov's Dozen, en collaboration avec Yvonne Couturier), Paris, Julliard, 1983
- Détails d'un coucher de soleil (traduction de Details of a Sunset de Nabokov en collaboration avec Yvonne Couturier), Paris, Julliard, 1984.
- Jeu de société (traduction de Nice Work de David Lodge, en collaboration avec Yvonne Couturier), Paris, Rivages, 1989
- Changement de décor (traduction de Changing Places de David Lodge, en collaboration avec Yvonne Couturier), Paris, Rivages, 1990
- Un tout petit monde (traduction de Small World de David Lodge, en collaboration avec Yvonne Couturier), Paris, Rivages, 1991
- Nouvelles du paradis (traduction de Paradise News de David Lodge, en collaboration avec Yvonne Couturier), Paris, Rivages, 1992
- Hors de l’abri (traduction de Out of the Shelter de David Lodge, en collaboration avec Yvonne Couturier), Paris, Rivages, 1994
- Lolita (scénario) (traduction du scénario de Lolita écrit par Nabokov pour Kubrick ; en collaboration avec Yvonne Couturier), Paris, Gallimard, 1998
- Lolita (le roman), Paris, Gallimard, 2001 ; nouvelle édition Folio en 2004 puis en édition Pléiade en 2010
- La Vie en sourdine (traduction de Deaf Senstence de David Lodge, en collaboration avec Yvonne Couturier), Paris, Rivages, 2008.
- L'Original de Laura (traduction de The Original of Laura de Nabokov), Paris, Gallimard, 2010
- Né au bon moment (traduction de A Good Time to Be Born de David Lodge), Paris, Rivages, 2015
- La Chance de l'écrivain (traduction de A Writer's Luck: A Memoir 1976-1991 de David Lodge), Paris, Rivages, 2019
- Pnine,  in Œuvres romanesques complètes de V. Nabokov, Paris, Gallimard, Bibliothèque de la Pléiade, Vol III, 2021